# 有明大橋
有明大橋（ありあけおおはし）は、新潟県新潟市の関屋分水路に架かる新潟市道曽和インター信濃町線（西大通り）の道路橋梁。右岸（東側）は中央区、左岸（西側）は西区の区域である。

## 概要
関屋分水路の掘削開始後に架橋工事を開始し、関屋分水路に架かる橋の中では最も早い1970年12月17日に完成した。分水路下流から4番目に位置する。橋長は252.1 m、幅員は18.80 m。分水路下流側には堀割橋、上流側には越後線の鉄道橋がそれぞれ架かっている。
新潟島（新潟市街地）と新潟市西部を結ぶ交通の要衝である。元は1960年代に開通した国道116号のバイパス区間であったが、2008年4月1日の経路指定変更に伴い、新潟市道曽和インター信濃町線の区間となっている。
片側2車線の計4車線だが車線変異区間にあたり、午前は市街地・中央区方面が3車線（うち1車線は右折レーン）で郊外・西区および新潟大学方面が1車線、午後は両方向とも2車線（市街地方面はうち1車線が右折レーン）となっている。なお、市道曽和インター信濃町線のうち、橋梁部と両詰交差点を除く五十嵐一交差点（西区）から信濃町交差点（中央区）までは上下3車線の車線変異区間である。西区の坂井輪地区や内野地区は住宅地で路線バスも多く通行している。左岸側が砂丘の上に当たるため、左岸側の方が高くなっている。